# Pimpinella alba
Pimpinella alba Gueldenst. är en flockblommig växtart som beskrevs av Anton Johann Güldenstädt. Pimpinella alba ingår i släktet bockrötter, och familjen flockblommiga växter. Inga underarter finns listade i Catalogue of Life.